# Żelechlinek (gmina)
Żelechlinek (do 1953 gmina Żelechlin) – gmina wiejska w województwie łódzkim, w powiecie tomaszowskim. W latach 1975–1998 gmina położona była w województwie piotrkowskim.
Siedziba gminy to Żelechlinek.
Według danych z 30 czerwca 2004 gminę zamieszkiwało 3509 osób.
Gmina stanowi 8,97% powierzchni powiatu.

## Struktura powierzchni
Według danych z roku 2002 gmina Żelechlinek ma obszar 92,01 km², w tym:
- użytki rolne: 84%
- użytki leśne: 11%

## Rezerwaty przyrody
Na terenie gminy częściowo znajduje się rezerwat przyrody Rawka chroniący koryto rzeki Rawki z rozgałęzieniami od źródeł do ujścia.

## Demografia

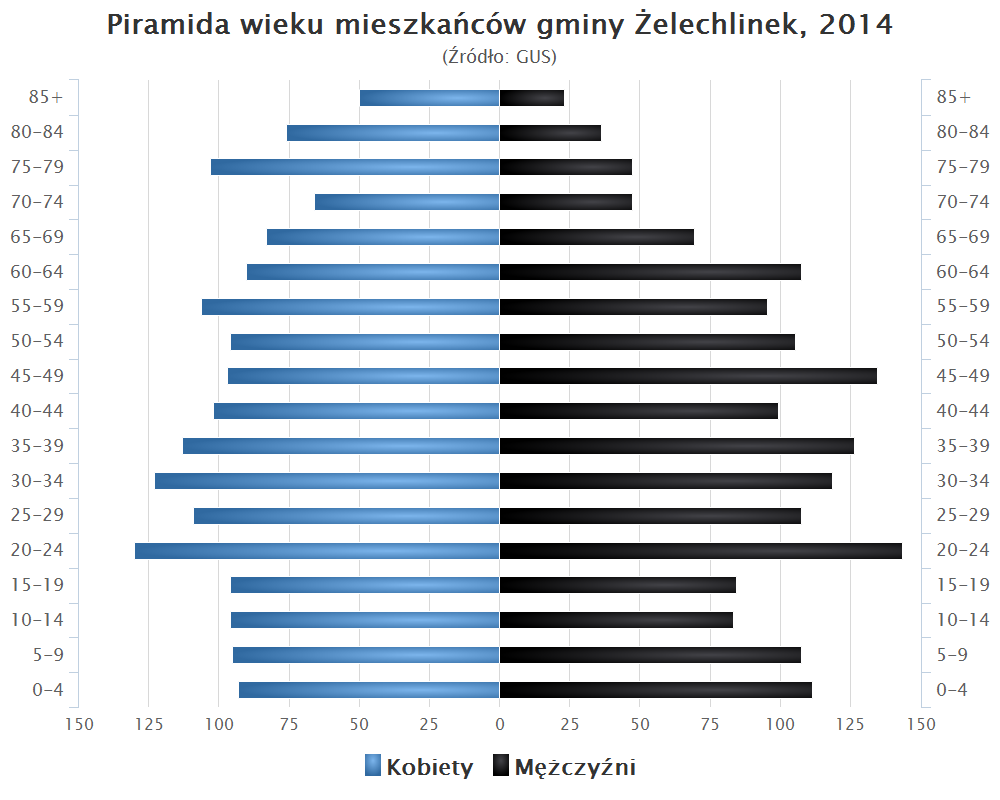
Piramida wieku mieszkańców gminy Żelechlinek w 2014 roku

Dane z 30 czerwca 2004:
| Opis                              | Ogółem | Ogółem | Kobiety | Kobiety | Mężczyźni | Mężczyźni |
| --------------------------------- | ------ | ------ | ------- | ------- | --------- | --------- |
| jednostka                         | osób   | %      | osób    | %       | osób      | %         |
| populacja                         | 3509   | 100    | 1744    | 49,7    | 1765      | 50,3      |
| gęstość zaludnienia (mieszk./km²) | 38,1   | 38,1   | 19      | 19      | 19,2      | 19,2      |

## Miejscowości

### Sołectwa
Bukowiec, Czechowice, Czerwonka, Dzielnica, Feliksów, Gutkowice, Józefin, Karolinów, Kopiec, Lesisko, Łochów, Naropna, Radwanka, Sokołówka, Stanisławów, Staropole, Teklin, Żelechlin, Żelechlinek.

### Pozostałe miejscowości
Brenik, Budki Łochowskie, Chociszew, Gawerków, Gutkowice-Nowiny, Ignatów, Janów, Julianów, Lucjanów, Łochów Nowy, Modrzewek, Nowe Byliny, Nowiny, Petrynów, Sabinów, Świniokierz Dworski, Świniokierz Włościański, Władysławów, Wola Naropińska, Wolica.

## Sąsiednie gminy
Budziszewice, Czerniewice, Głuchów, Jeżów, Lubochnia, Rawa Mazowiecka, Koluszki